# (7478) Hasse
Pour les articles homonymes, voir Hasse.
(7478) Hasse est un astéroïde de la ceinture principale.

## Description
(7478) Hasse est un astéroïde de la ceinture principale. Il fut découvert le 20 juillet 1993 à La Silla par Eric Walter Elst. Il présente une orbite caractérisée par un demi-grand axe de 2,87 UA, une excentricité de 0,08 et une inclinaison de 3,1° par rapport à l'écliptique.
Cet astéroïde est nommé en l'honneur de l'organiste Peter Hasse (en) (1585-1640).

## Compléments